# Нада Джуревска
Нада Джуревска (нар. 8 січня 1952[де?] — 13 вересня 2017[де?]) — боснійська акторка македонського походження. У 1979 році закінчила Сараєвський університет.

## Вибіркова фільмографія
- Буфет «Титанік» (1979)
- Ясміна (2009)